# Frits Bernard
Frits Bernard (ur. 28 sierpnia 1920 w Rotterdamie, zm. 23 maja 2006) – holenderski psycholog, seksuolog. 

## Życiorys
Założył Enklave kring, który doprowadził do powstania International Enclave Movement w późnych latach 50. XX wieku. Był pisarzem, gejem i aktywistą LGBT, członkiem zarządu Association for the Advancement of Social Scientific Sex Research i założycielem Bernard Foundation. Posiadał bardzo liberalne poglądy na kwestie społeczne tj. emancypacja mniejszości seksualnych i obniżenie wieku uprawniającego do współżycia seksualnego. To on ukuł pojęcie tzw. pedofilii pozytywnej.